# Norrbottens artillerikår
Norrbottens artillerikår (A 5) var ett artilleriförband inom svenska armén som verkade åren 1928–1951. Förbandsledningen var förlagd i Bodens garnison i Boden.

## Historik

### Bildandet
Den 1 april 1910 bildades en tredje division (III. divisionen) vid Norrlands artilleriregemente (A 4). Divisionen var dock aldrig menade att förläggas till Östersund, utan kom från den 6 juni 1910 att detacheras till Boden som Norrlands artilleriregementes detachement i Boden.

### Ordningsnumret
I samband med 1914 års härordning justerades 1914 samtliga ordningsnummer inom armén. För Norrlands artilleriregementes detachement i Boden innebar det att detachementet blev tilldelad beteckningen A 4 B. Det med bakgrund till att Norrlands artilleriregemente blev tilldelad beteckningen A 4. Justeringen av beteckningen gjordes för att särskilja regementen och kårer mellan truppslagen. Det med bakgrund till att namn och nummer som till exempel № 3 Livregementets grenadjärkår och № 3 Livregementets husarkår kunde förefalla egendomliga för den som inte kände till att förbanden ifråga tillhörde skilda truppslag.

### 1925 års försvarsbeslut
Genom försvarsbeslutet 1925 beslutades att avskilja divisionen från Norrlands artilleriregemente (A 4), för att bilda ett självständigt förband. Den 31 december 1927 avvecklades detachementet och den 1 januari 1928 bildades Norrbottens artillerikår (A 5) som en hästanspänd fältartillerikår.

### 1948 års försvarsbeslut
Efter andra världskriget var tanken att det svenska försvaret skulle nedrustas. Vilket inför försvarsbeslutet 1948 framgick i försvarskommitténs betänkande från 1945, där det bland annat föreslogs att Norrbottens artillerikår (A 5) skulle sammanslås med Bodens artilleriregemente (A 8). Istället för en avkylning av det säkerhetspolitiska läget i Europa efter kriget, inleddes en ny säkerhetspolitik genom det kalla krig, som kan sägas inleddes genom Pragkuppen. Detta fick försvarsministern att istället förespråka en förstärkning av försvaret. I december 1947 föll försvarskommitténs förslag och istället beslutades det om en förstärkning. Dock antog riksdagen försvarskommitténs förslag, vilket i praktiken betydde att Norrbottens artillerikår uppgick i Bodens artilleriregemente. 

### Nedläggningen
År 1951 föreslog regeringen för riksdagen om en begränsning av arméns fredsorganisation, vilket innebar att Norrbottens artillerikår (A 5), Skånska kavalleriregementet (K 2), Göta trängregementes kompani i Nora (T 2 N) och Öresunds marindistrikt (MDÖ) skulle avvecklas och upplösas. Regeringens förslag antogs av riksdagen och därmed skulle Norrbottens artillerikår upplösas som eget fredsförband under budgetåret 1951/1952, för att under samma budgetår uppgå i Bodens artilleriregemente. Den 28 april 1951 genomfördes en avvecklingsceremoni över kåren, för att upplösas och avvecklas officiellt den 30 juni 1951. Dock kom artilleridivisionen kvarstå vid östra kasernen på Sveavägen fram till 1954, då den även geografiskt överfördes till Bodens artilleriregemente vid Åbergsleden.

## Förläggningar och övningsplatser
Norrlands artilleriregementes detachement förlades till det kasernområde längs Sveavägen, vilket ursprungligen var planerat för Norrbottens kavallerikår. Under åren 1928–1940 delades kasernområdet med 3. skvadronen ur Norrlands dragonregemente, vilka var förlagda till den västra kasernen. Den 19 juli 1940 övertogs den kasernen av Bodens signalkompani, vilka var förlagda där fram till den 31 oktober 1945. Efter avvecklingen av kåren, samt när artilleridivisionen lämnat området, övertogs kasernområdet 1954 helt av Signalbataljonen i Boden. Från den 31 augusti 2005 är Artilleriregementet förlagda på kasernområdet.

## Heraldik och traditioner
Namn och benämning på de förband och staber som finns och funnits i Bodens garnison har reglerats efter anknytning till Bodens fästning. Bodens artilleriregemente, Bodens försvarsområde och Bodens ingenjörkår är de tre förband som hade anknytning till fästningen och fick därmed uppkallas efter staden. Övriga förband var ämnade att försvara länet eller landsdelen, det vill säga Norrbottens län respektive Norrland, vilka då uppkallats efter länet eller landsdelen, till exempel Norrbottens pansarbataljon eller Norrlands signalbataljon.

### Förbandsstandar
Den 16 juni 1938 överlämnade kung Gustav V ett förbandsstandar till Norrbottens artillerikår. Från den 1 juli 1951 fördes kårens traditioner och standar vidare av Bodens artilleriregemente (A 8). Från den 1 juli 2000 fördes standaret och traditionerna vidare av Norrlands artilleribataljon (Artbat/I 19). Sedan 1 januari 2006 finns det inget förband som specifikt för kårens standar eller traditioner vidare.

### Marsch
I samband med att kåren bildades den 1 januari 1928, kom den att överta beteckningen från det avvecklade Upplands artilleriregemente (A 5). Men kåren kom även att överta regementets marsch "Artilleri V", även känd som "Artillerimarsch" (G. Ström) och regementets färg, mörkrött. När kåren avvecklades och uppgick i Bodens artilleriregemente, övertog Bergslagens artilleriregemente Norrbottens artillerikårs marsch. Vilken antogs den 1 juli 2000 av Artilleriregementet.

## Förbandschefer
Nedan anges förbandscheferna under åren 1928–1951.

- 1928–1931: Per Falk
- 1931–1937: Samuel Lars Åkerhielm
- 1937–1940: August Rehnberg
- 1940–1942: Sven Salander
- 1942–1943: Fernando Odenrick
- 1943–1946: Stig Tarras-Wahlberg
- 1946–1951: Gösta Jörlin

## Namn, beteckning och förläggningsort
| Kungl. Norrlands artilleriregementes detachement i Boden | 1910-04-10 | – | 1927-12-31 |
| Kungl. Norrbottens artillerikår                          | 1928-01-01 | – | 1951-06-30 |

| № 4 B | 1910-04-01 | – | 1914-09-30 |
| A 4 B | 1914-10-01 | – | 1927-12-31 |
| A 5   | 1928-01-01 | – | 1951-06-30 |

| Bodens garnison (F) | 1910-06-06 | – | 1951-06-30 |

## Galleri

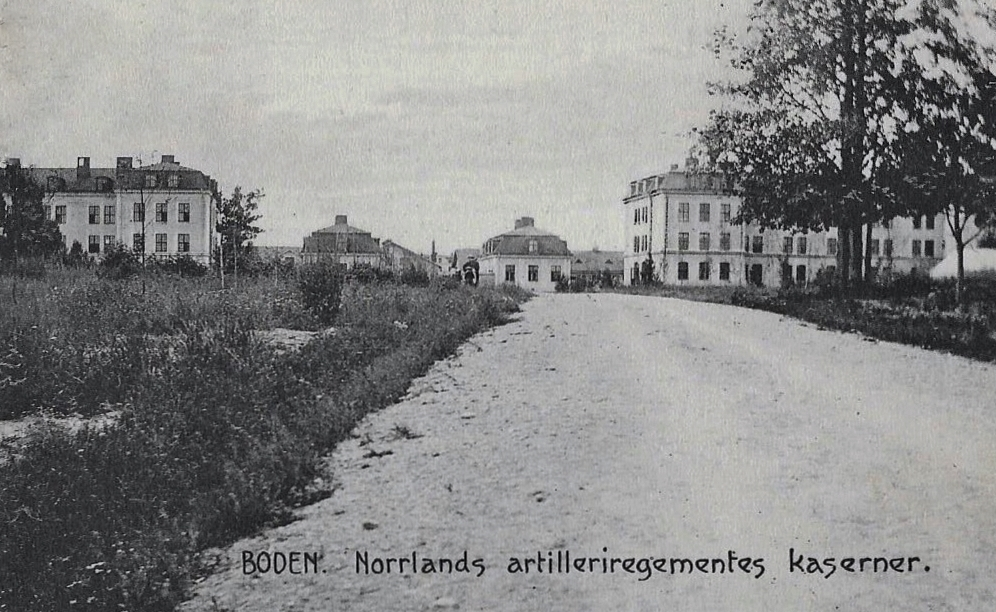
Kasernerna någon gång mellan 1910 och 1927 sett från Drottninggatan.
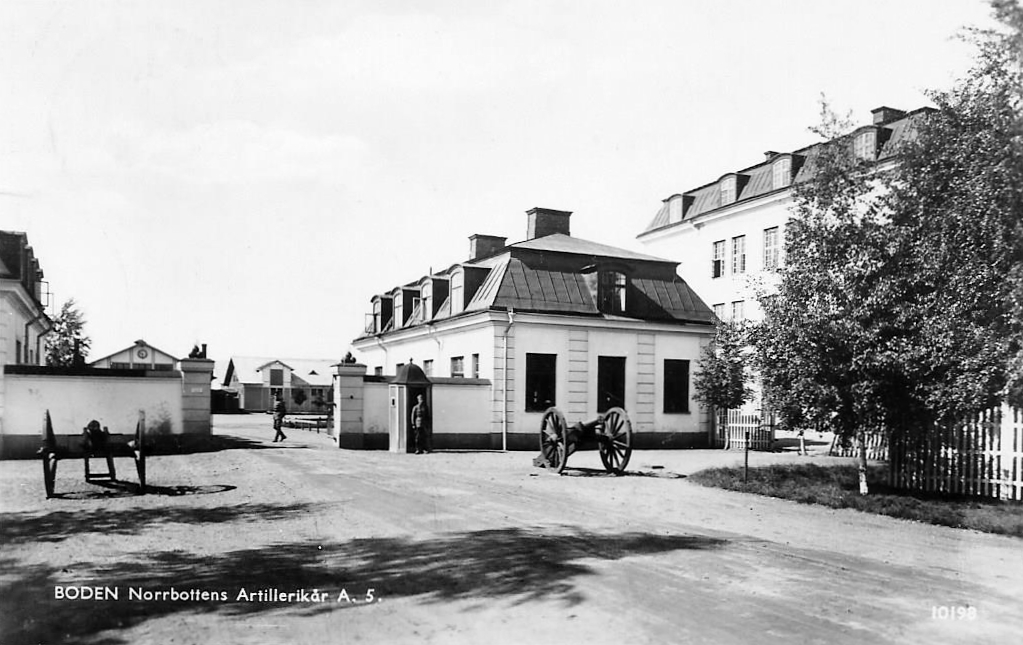
Kasernvakten 1928 vid Norrbottens artillerikår.
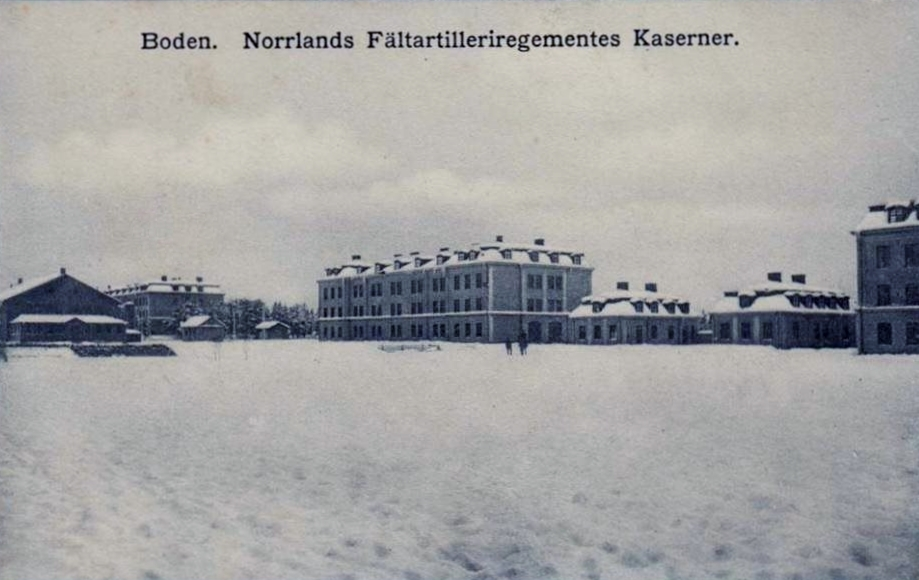
Kasernvakten sedd från kaserngården.
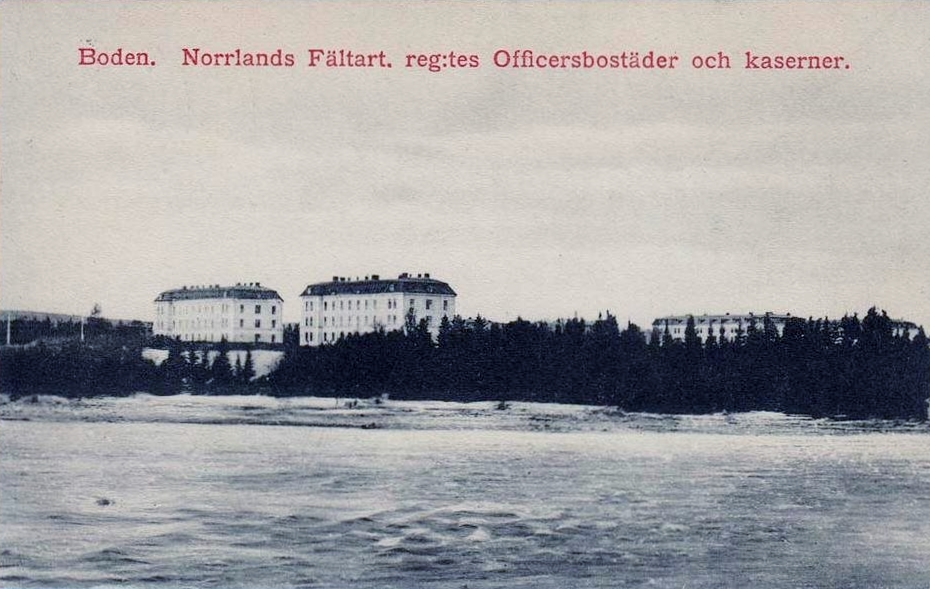
Norrbottens artillerikårs officersbostäder sedd från Lule älv.